# Pseudemathis trifida
Pseudemathis trifida là một loài nhện trong họ Salticidae.
Loài này thuộc chi Pseudemathis. Pseudemathis trifida được Eugène Simon miêu tả năm 1902.